# Порт-Жантіль
Порт-Жантіль (фр. Port-Gentil) — друге за величиною місто Габону, адміністративний центр провінції Приморське Огове.

## Географія

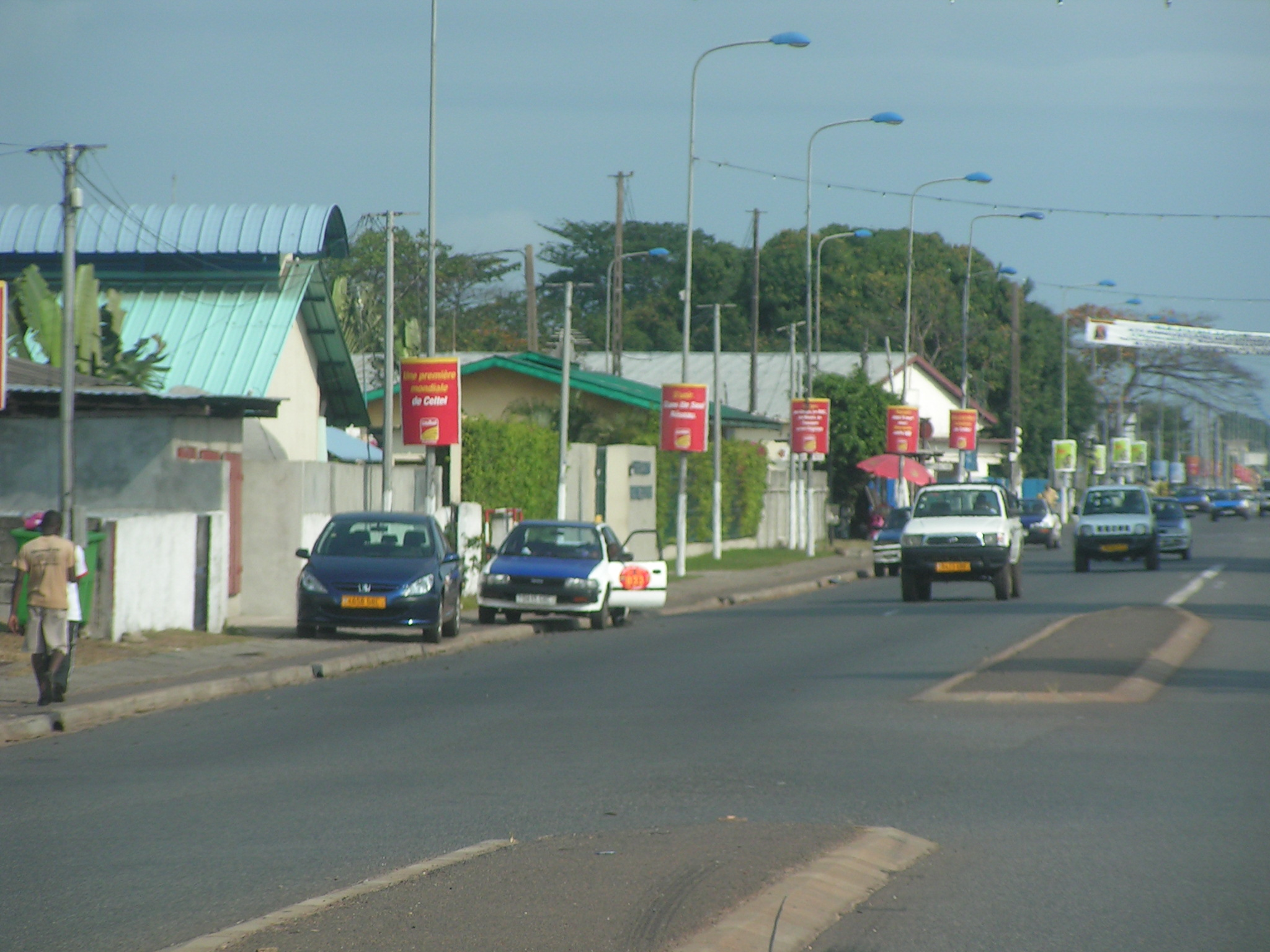
Вулиця в Порт-Жантілі

Порт-Жантіль знаходиться на крайньому заході Габону, на узбережжі Атлантичного океану, поблизу мису Лопес. Місто розташоване приблизно в 144 км на північний захід від столиці країни, Лібревіля, в 80 км на південь від екватора. Порт-Жантіль — центр нафтогазової промисловості країни і великий морський порт. Названий на честь французького колоніального адміністратора і дослідника Африки Еміля Жантіля.

### Клімат
Клімат міста характеризується як субекваторіальний. Річна норма опадів становить 1953 мм, при цьому майже всі опади випадають з жовтня по травень. Найтепліший місяць — лютий із середньою температурою 27.8 °C (82 °F). Найхолодніший місяць — липень, із середньою температурою 23.9 °С (75 °F).
| Клімат Порт-Жантіля     | Клімат Порт-Жантіля | Клімат Порт-Жантіля | Клімат Порт-Жантіля | Клімат Порт-Жантіля | Клімат Порт-Жантіля | Клімат Порт-Жантіля | Клімат Порт-Жантіля | Клімат Порт-Жантіля | Клімат Порт-Жантіля | Клімат Порт-Жантіля | Клімат Порт-Жантіля | Клімат Порт-Жантіля | Клімат Порт-Жантіля |
| Показник                | Січ.                | Лют.                | Бер.                | Квіт.               | Трав.               | Черв.               | Лип.                | Серп.               | Вер.                | Жовт.               | Лист.               | Груд.               | Рік                 |
| Абсолютний максимум, °C | 32                  | 37                  | 40                  | 40                  | 37                  | 37                  | 40                  | 40                  | 40                  | 37                  | 40                  | 37                  | 40                  |
| Середній максимум, °C   | 28                  | 29                  | 29                  | 29                  | 28                  | 26                  | 25                  | 25                  | 26                  | 27                  | 27                  | 28                  | 27                  |
| Середня температура, °C | 27                  | 27                  | 27                  | 27                  | 26                  | 24                  | 23                  | 24                  | 25                  | 26                  | 26                  | 26                  | 26                  |
| Середній мінімум, °C    | 25                  | 26                  | 25                  | 25                  | 25                  | 23                  | 22                  | 22                  | 23                  | 24                  | 24                  | 25                  | 24                  |
| Абсолютний мінімум, °C  | 16                  | 20                  | 16                  | 18                  | 17                  | 18                  | 17                  | 18                  | 18                  | 16                  | 16                  | 16                  | 16                  |
| Днів з опадами          | 10                  | 8                   | 11                  | 11                  | 8                   | 2                   | 2                   | 5                   | 11                  | 16                  | 17                  | 9                   | 110                 |
| Днів з дощем            | 10                  | 8                   | 11                  | 11                  | 7                   | 2                   | 2                   | 5                   | 11                  | 16                  | 17                  | 9                   | 109                 |
| ----------------------- | ------------------- | ------------------- | ------------------- | ------------------- | ------------------- | ------------------- | ------------------- | ------------------- | ------------------- | ------------------- | ------------------- | ------------------- | ------------------- |
| Джерело: Weatherbase    |                     |                     |                     |                     |                     |                     |                     |                     |                     |                     |                     |                     |                     |

## Історія
Місто було побудоване в 1885 році на місці поселення Монджі-Орунгу як французька торгова факторія.

## Населення
У 1947 році число жителів у Порт-Жантілі не перевищувало 4500 чоловік, до 1960 році воно зросло до 21 000 чоловік. Чисельність населення за даними на 2013 рік становить 136 462 осіб.

## Економіка
В даний час місто є великим центром рибальства і рибної промисловості, через його порт здійснюється експорт кави, какао та лісу. У Порт-Жантілі фірмою SOGARA побудований найбільший у країні нафтопереробний завод. У місті працює зоопарк, за останні роки побудовані сучасні готелі, казино, є прекрасні пляжі.

## Галерея

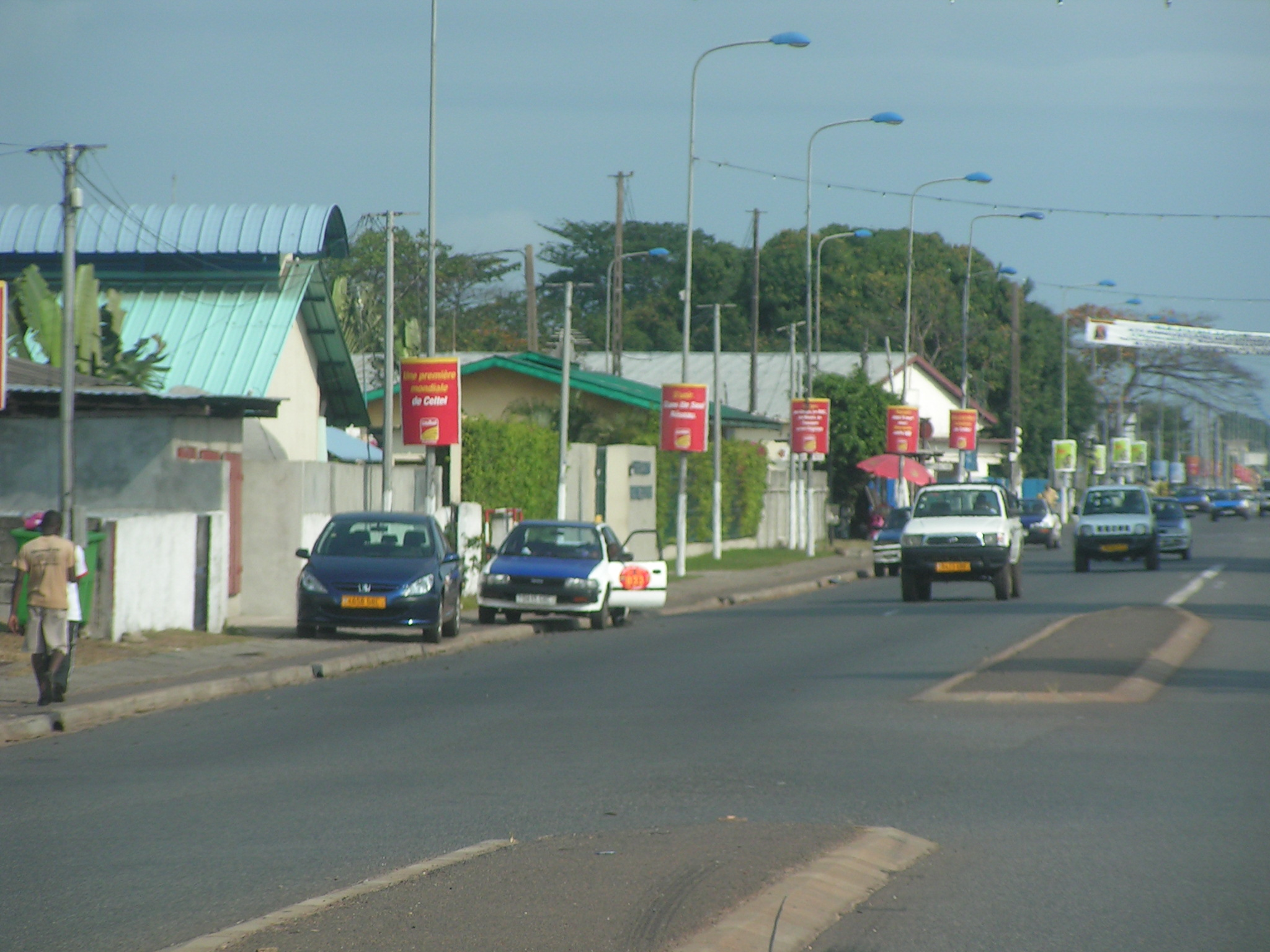
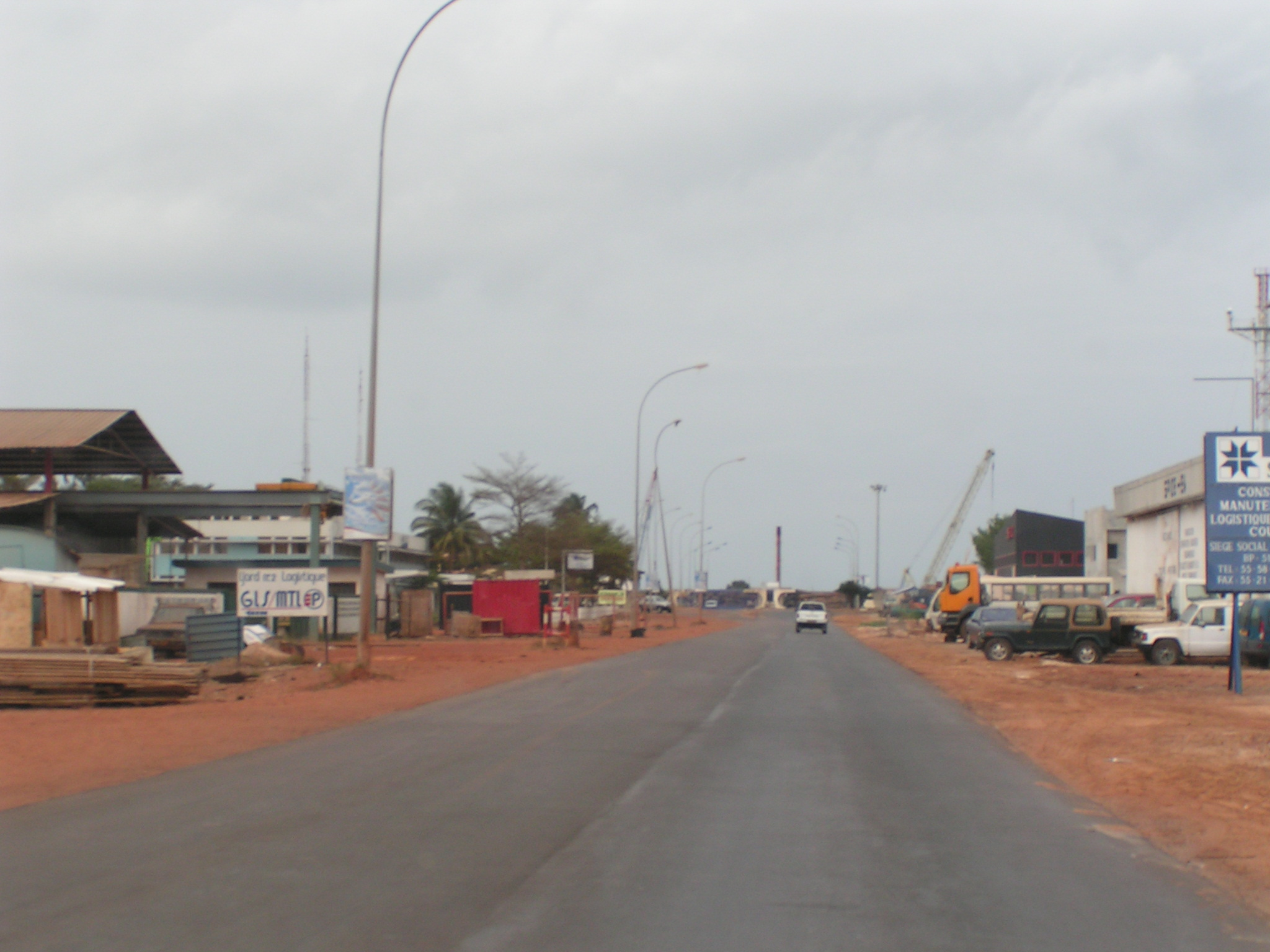
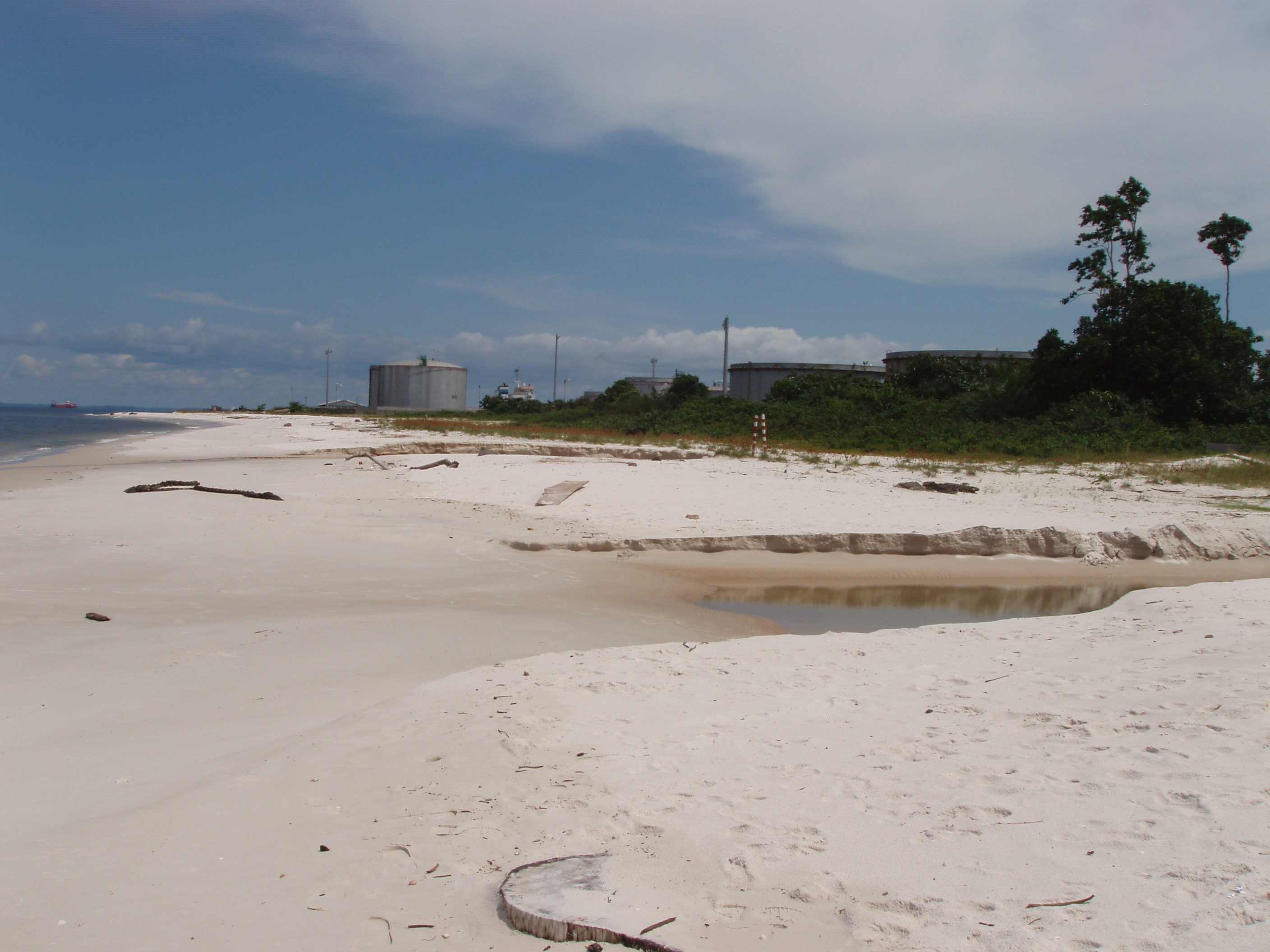
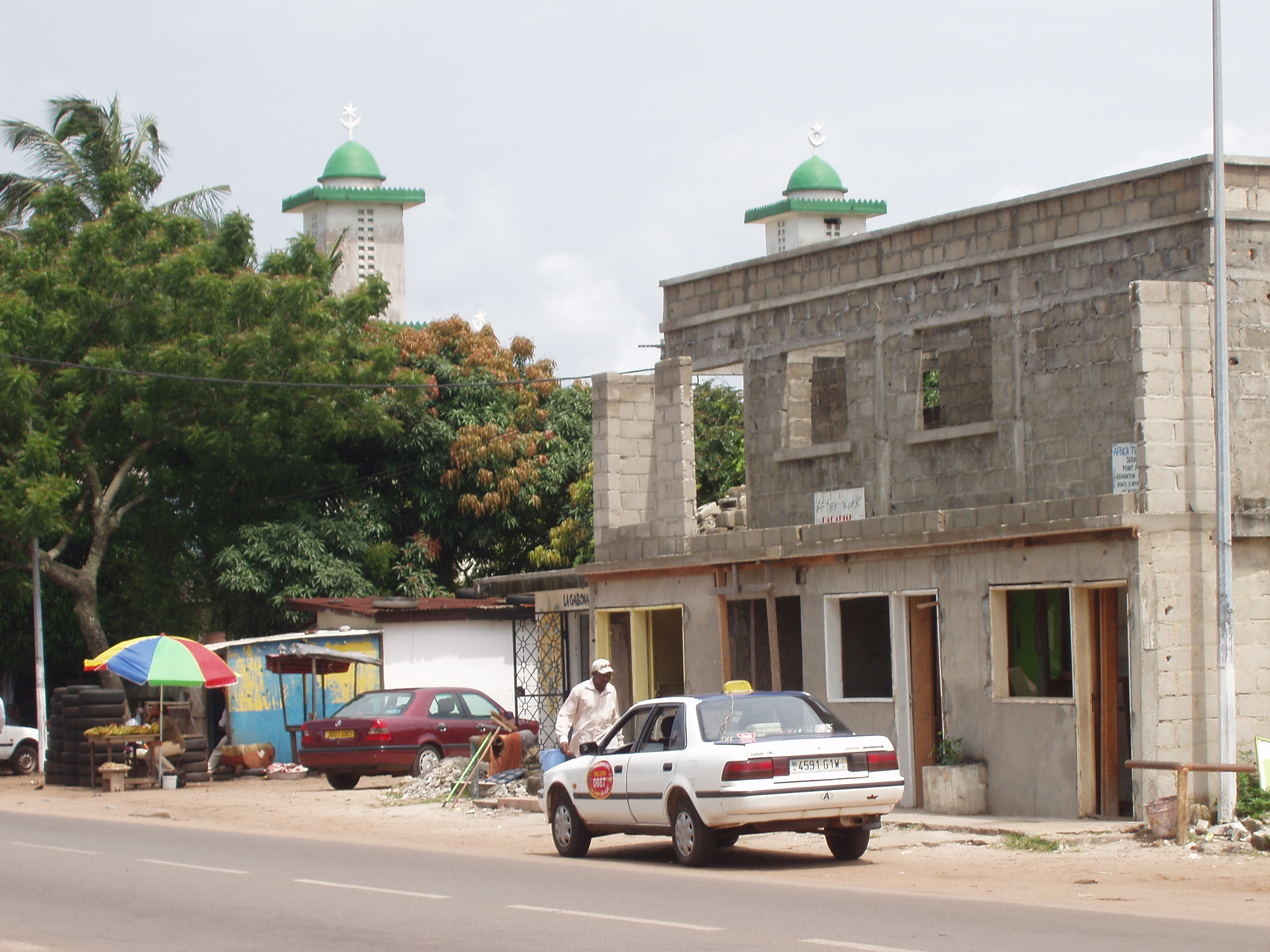

## Відомі уродженці
- Стефан Ласме — габонський професійний баскетболіст
- Фанні Коттансон — французька акторка
- Дідьє Овоно — габонський футболіст